# ذى جادله العليا (الظهار)

تعديل مصدري - تعديل

ذى جادله العليا محلة تابعة لقرية ذى جادلة، التابعة لعزلة ثواب الاسفل بمديرية الظهار إحدى مديريات محافظة إب في الجمهورية اليمنية.، بلغ تعداد سكانها 173 حسب تعداد اليمن لعام 2004.